# 신녕향교
신녕향교(新寧鄕校)는 경상북도 영천시 신녕면 화성리에 있는 향교이다.

## 대성전
대성전 건물은 1985년 8월 5일 경상북도의 문화재자료 제102호로 지정되었다.

## 명륜당
명륜당 건물은 1993년 6월 20일 경상북도의 유형문화재 제168호로 지정되었다.